# Wilhelm Jursitzky
Wilhelm Jursitzky (* 8. Jänner 1896 in Ebenfurth; † 21. Juni 1944 in Wien) war ein österreichischer Spinnereiarbeiter und Widerstandskämpfer gegen das NS-Regime. Er wurde von der NS-Justiz zum Tode verurteilt und im Wiener Landesgericht geköpft.

## Leben
Jursitzky, zuletzt wohnhaft in Mitterndorf an der Fischa, war als Kassierer und Werber und Verbindungsmann für die KPÖ tätig.  Er wurde am 12. Juli 1943 festgenommen. Er wurde gemeinsam mit fünf weiteren Mitgliedern der KPÖ am 20. April 1944 wegen „Vorbereitung zum Hochverrat“ vom Volksgerichtshof zum Tode verurteilt. Alle sechs Verurteilten wurden und am 21. Juni 1944 mit dem Fallbeil hingerichtet.
Auch sein Bruder Bruno Jursitzky wurde in einem anderen Verfahren verurteilt und hingerichtet.

## Gedenken
Sein Name findet sich auf der Gedenktafel im ehemaligen Hinrichtungsraum des Wiener Landesgerichts.

## Nachweise
1. ↑  Nachkriegsjustiz, abgerufen am 10. Februar 2015

| Personendaten    | Personendaten                                                                           |
| ---------------- | --------------------------------------------------------------------------------------- |
| NAME             | Jursitzky, Wilhelm                                                                      |
| KURZBESCHREIBUNG | österreichischer Spinnereiarbeiter und Widerstandskämpfer gegen den Nationalsozialismus |
| GEBURTSDATUM     | 8. Januar 1896                                                                          |
| GEBURTSORT       | Ebenfurth                                                                               |
| STERBEDATUM      | 21. Juni 1944                                                                           |
| STERBEORT        | Wien                                                                                    |